# Emilie Bieber
Pour les articles homonymes, voir Bieber.
Emilie Bieber, née le 6 octobre 1810 à Hambourg où elle est morte le 5 mai 1884, est une entrepreneuse et une photographe allemande, une pionnière du XIXe siècle. Elle a ouvert un studio photo à Hambourg dès 1852, un atelier qui a perduré jusqu’en 1938, en restant la propriété de sa famille.

## Biographie
Elle est née en 1810. On n’a peu d’informations sur son parcours avant qu’elle ne se lance comme entrepreneuse et photographe professionnelle.Le 16 septembre 1852, elle ouvre en effet, avec Adelgunde Koettgen, un studio de daguerréotype au 26, Großen Bäckerstraße à Hambourg, à une époque où la photographie est pratiquée presque exclusivement par des hommes. Elle devient ainsi l'une des premières femmes photographe professionnelle en Allemagne. Les  daguerréotypes sont quelquefois coloriés à la main. C’est Adelgunde Koettgen qui effectue les prises de vue au début, Emilie Bieber se positionnant initialement comme gestionnaire de cette entreprise. Adelgunde Koettgen est l'épouse du peintre portraitiste Gustav Adolf Koettgen (de), par ailleurs actif au sein de groupes « communistes », les Kommunistisches Korrespondenz-Komitee (de), créés par Karl Marx et Friedrich Engels. Elle est également la sœur du compositeur Justus Wilhelm Lyra (de). Comme Adelgunde Koettgen et sa famille n'obtiennent pas un permis de séjour permanent à Hambourg, nécessaire à l’époque, en raison du militantisme de son mari, elle est contrainte, au printemps 1854, de quitter l’entreprise créée avec Emilie Bieber et de déménager avec sa famille à Düsseldorf,.
Au début, ses affaires ne marchent pas très bien. Alors qu'Emilie Bilber envisage de vendre ce  studio de daguerréotype, elle reçoit les encouragements d'un devin qui a la vision « de nombreuses voitures attendant devant son studio ». Elle présente également les travaux de son atelier dans une succession d’expositions, à Londres, Paris, Berlin, Hambourg, Vienne, Altona, etc., (en 1869, à Paris dans l’exposition organisée par la Société française de photographie, il n’y a que 3 femmes, dont elle, sur un total de 84 exposants), et les critiques remarquent la qualité des œuvres produites. En 1872, le prince Frédéric-Charles de Prusse la nomme photographe de la cour. Elle déménage son studio au 20, Neuer Jungfernstieg. Quelques années plus tard, en 1877, l’entreprise compte une trentaine d’employés, 25 ans après sa création,. Pour préparer sa succession, elle  transmet cette entreprise à son neveu, Leonard Bieber (1841-1931) qui a rejoint l'entreprise dès 1862 et qui continue à la gérer avec succès à partir de 1885, après la mort d’Emilie Bieber, ouvrant même une succursale à Berlin en 1892. Emilie Bieber a été enterrée dans le cimetière juif d'Ilandkoppel à Hambourg-Ohlsdorf. C’est le fils de ce Leonard Bieber qui met fin à l’activité en décidant d’émigrer en Afrique australe en 1938.

## Exemples de productions

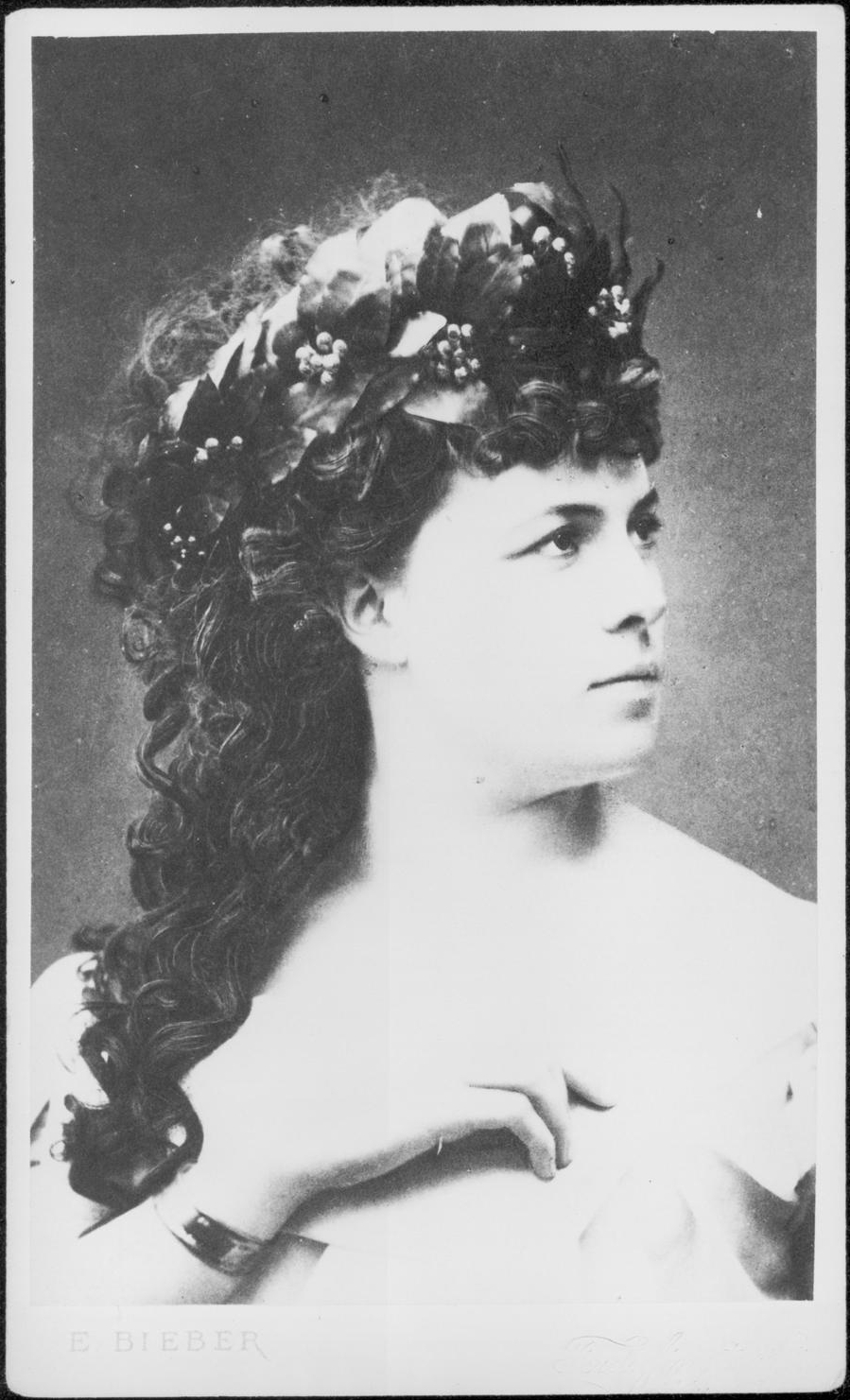
Klara Ziegler (1869)
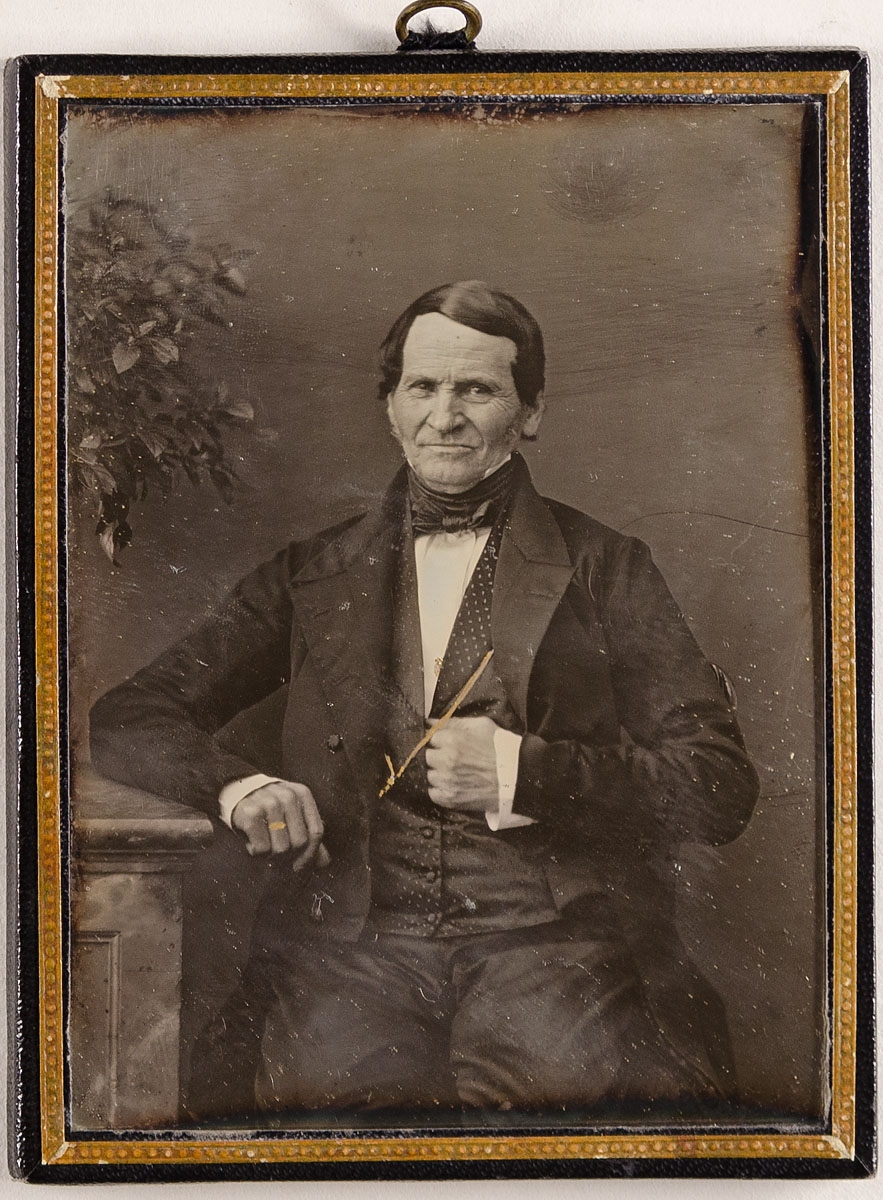
Homme inconnu (1856)
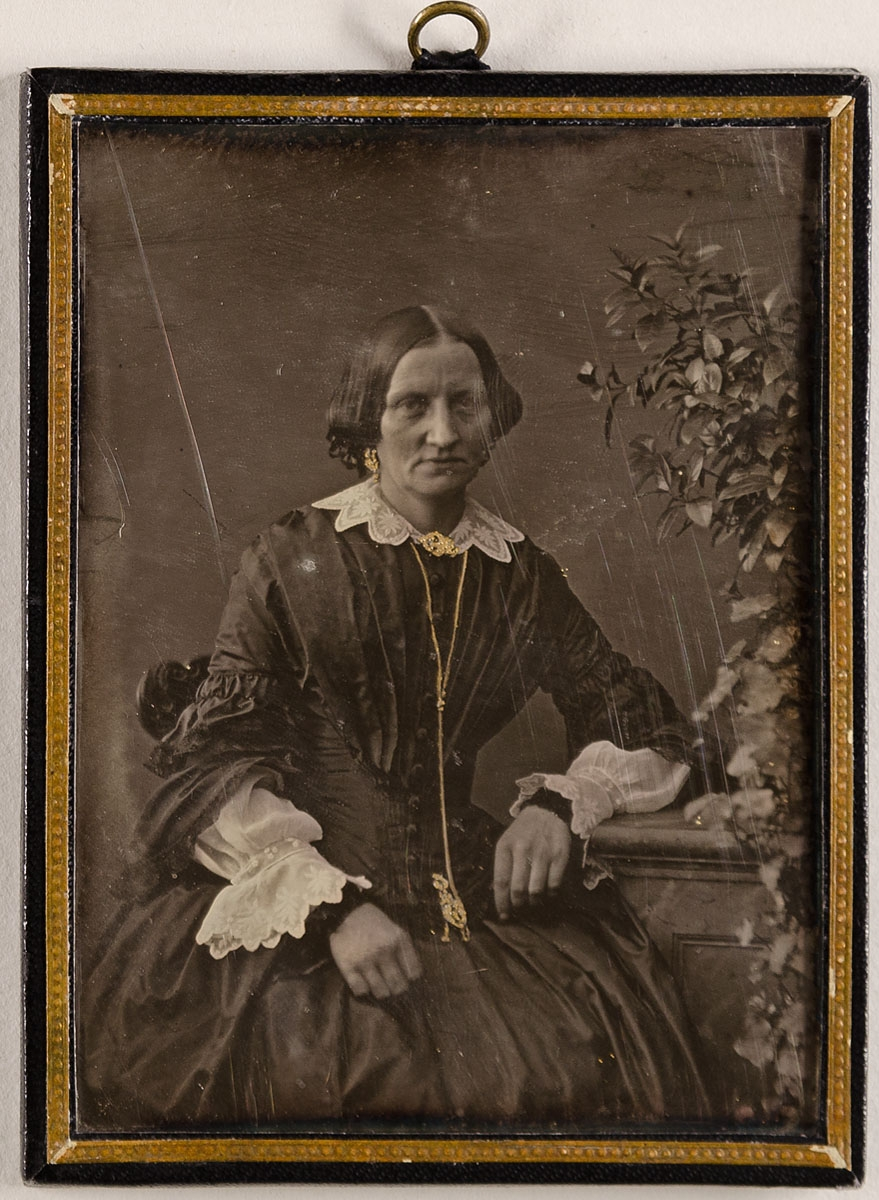
Femme inconnue (1856)

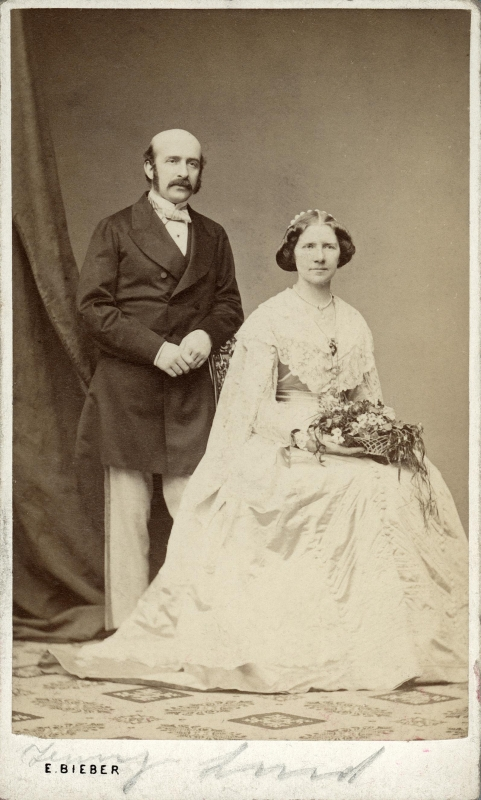
Jenny Lind (avec le compositeur Otto Goldschmidt)
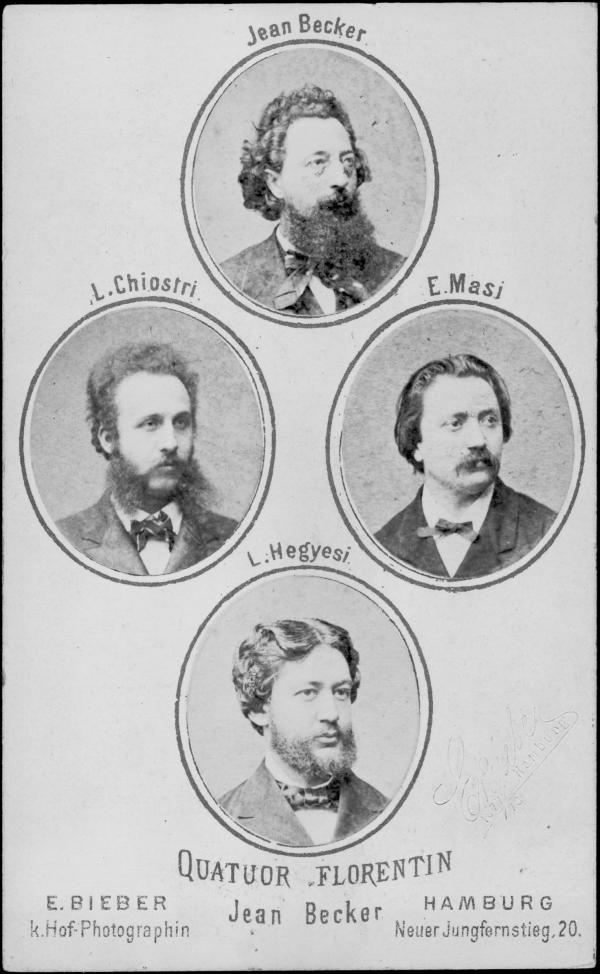
Quatuor Florentin
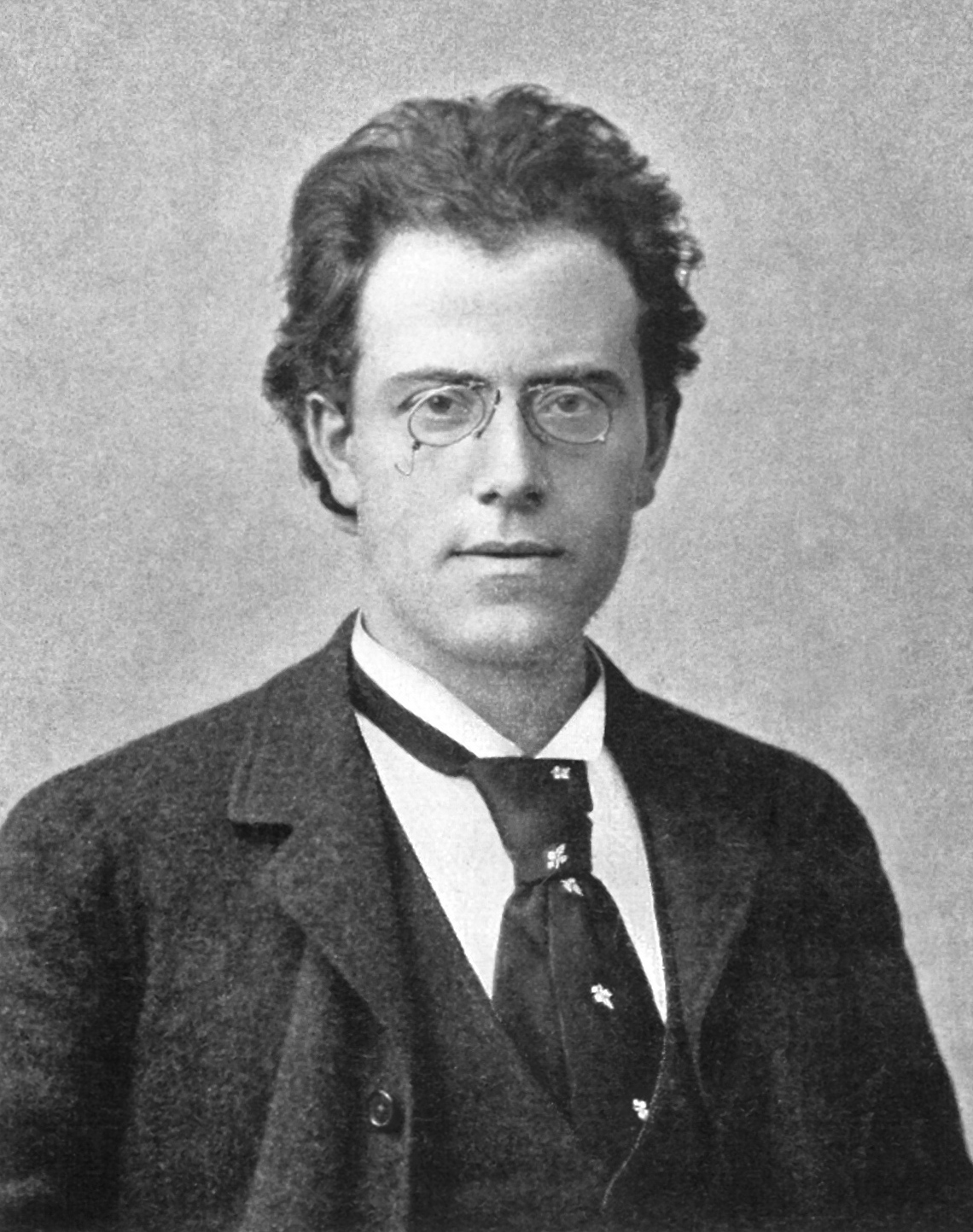
Gustav Mahler